# Milliaire d'or
Ne doit pas être confondu avec Umbilicus Urbis Romae.
Le Milliaire d'or (en latin : Milliarium aureum ou Miliarium Urbis) est un petit monument symbolique situé sur le Forum Romain marquant le point zéro de l'Empire romain. Il est censé marquer l'origine de toutes les routes qui rayonnent à travers l'Empire et indiquer les distances entre Rome et les principales villes des provinces.

## Localisation
Selon Pline l'Ancien et Tacite, le milliaire se trouve près du temple de Saturne, dans la zone occidentale du Forum qui surplombe le reste de l'esplanade (sub aedem Saturni et in capite Romani fori),. Des vestiges d'une structure circulaire en béton mis au jour lors de fouilles menées en 1959 pourraient correspondre aux fondations du milliaire. Il se situerait alors au coin sud-ouest des Rostres impériaux, adjacent au départ des marches qui forment un hémicycle.

## Fonction
D'après Plutarque, l'objectif premier du monument lors de sa construction est de marquer le point de convergence des routes de la péninsule italienne permettant de mesurer leurs distances non pas depuis le mur servien mais depuis le Forum, centre politique et religieux de la ville,. La fonction symbolique de centre de tout le réseau routier de l'Empire a pu lui être attribuée plus tardivement par extension.

## Histoire
Le monument est érigé par Auguste en 9 av. J.-C. en tant que superintendant du réseau routier impérial (cura viarum), fonction qu'il assume depuis 20 av. J.-C.

## Description
Le monument devait prendre la forme d'une borne milliaire en marbre avec des plaques gravées ou des lettres en bronze doré. Il n'est pas certain que les noms des principales villes romaines et leur distance par rapport à Rome étaient inscrits sur le milliaire, cette hypothèse n'étant confirmée par aucune source antique. Il s'agit sans doute davantage d'une projection de ce qui a pu être observé sur d'autres bornes milliaires à travers l'Empire. D'après la description de Dion Cassius, le milliaire a pu porter les noms des principales routes qui rayonnent de Rome et les noms des curatores viarum nommés par Auguste et chargés de l'entretien des voies.
Les vestiges marqués aujourd'hui de l'inscription Milliarium aureum ne semblent pas correspondre à ceux du monument. La section de l'entablement circulaire avec une frise à palmettes correspond à un diamètre équivalent à celui de l'Umbilicus Urbis Romae, trop important pour une borne milliaire, à moins qu'elle n'ait été de dimensions colossales.